# Доминик Динга
Доминик Динга (Нови Сад, 7. април 1998) је српски фудбалер. Игра на позицији одбрамбеног играча.

## Клупска каријера
Динга је рођен у Новом Саду, а одрастао је у Пивницама код Бачке Паланке. Био је члан млађих категорија Хајдука из Куле до 2014. године када је прешао у Војводину. Након сезоне у млађим категоријама, деби у првом тиму Војводине је имао у сезони 2015/16. На свом дебију у пријатељској утакмици је постигао гол. Деби у званичним утакмицама је имао у 1. колу квалификација за Лигу Европе на гостовању екипи мађарског МТК-а (0:0). Деби у Суперлиги Србије имао је у 1. колу против Чукаричког када је на полувремену заменио Игора Ђурића. За новосадски клуб је одиграо шест првенствених утакмица током јесењег дела сезоне 2015/16.  У фебруару 2016. године раскинуо је сарадњу са Војводином.
Динга је 8. априла 2016. године потписао уговор са руским Уралом. Због тога што је прелазни рок у Русији већ био завршен, Динга није могао да игра за Урал у сезони 2015/16. Званични деби у екипи Урала имао је 7. августа 2016. године у другом колу руске Премијер лиге у сезони 2016/17. против Ростова. У сезони 2016/17. наступио је на 20 првенствених утакмица. Након те сезоне добијао је мало прилике да игра. У сезони 2017/18. је одиграо четири првенствена меча а у сезони 2018/19. се само два пута нашао на терену.
У јуну 2019. године прослеђен је на једногодишњу позајмицу у Партизан. Динга је током јесењег дела сезоне 2019/20. забележио само два наступа за Партизан. Одиграо је само један минут у Суперлиги Србије, и то кад је на гостовању Јавору у Ивањици мењао у том тренутку повређеног Игора Вујачића. Одиграо је још 90. минута у Купу против нижеразредне Водојаже у Грошници. На осталим сусретима је углавном био ван протокола, а успео је да буде на клупи само у 161. вечитом дербију са Црвеном звездом и у последњем јесењем колу против Радника у Сурдулици. Крајем јануара 2020. позајмица је раскинута. Средином фебруара 2020. одлази на шестомесечну позајмицу у Динамо из Минска. И током наредне 2021. године био је на позајмици у клубу из Минска а затим се вратио у Урал. У јулу 2022. потписао је уговор са казахстанским Ордабасијем. У априлу 2023. прешао је у Шахтјор из Солигорска. Напустио је клуб у августу исте године.

## Репрезентација
Динга се прикључио Војводини као капитен селекције Србије до 17 година. Пре тога је био члан селекције до 16 година. У августу 2016. Динга је добио позив селекције Србије до 19 година за „меморијални турнир Стеван Ћеле Вилотић”. Ту је дебитовао као капитен Србије на мечу против Сједињених Америчких Држава. У другом мечу на турниру је постигао гол против Француске. У финалном мечу Србија је савладала Израел, а Динга је проглашен за најбољег играча турнира.